# سايهو سار
سايهو سار (بالإنجليزية: Saihou Sarr)‏ هو لاعب كرة قدم غامبي في مركز مهاجم ‏، ولد في 16 أغسطس 1951 في غامبيا. شارك مع منتخب غامبيا لكرة القدم. أما مع النوادي، فقد لعب مع نادي ميوندالن.

## وصلات خارجية
- سايهو سار على موقع الاتحاد الدولي (مؤرشف)  (الإنجليزية)
- سايهو سار على موقع ناشيونال فوتبول تيمز (الإنجليزية)